# DNAミスマッチ修復
DNAミスマッチ修復 (DNAミスマッチしゅうふく、mismatch repair) は、DNA複製や遺伝的組換え時に生じる核酸塩基のミスマッチ(誤対合や塩基の誤挿入、欠失など)を校正するDNA修復システムの1つである。
DNAポリメラーゼには自己校正機能があるが、それでも1,000万回に1回、107塩基対に1個は間違いを犯す。そこでミスマッチ修復系が、ミスマッチの校正を行う。その際、新生鎖と鋳型鎖を取り違えてしまうと、突然変異の原因になるため、新生鎖と鋳型鎖の区別をする仕組みが存在する。この校正により更に99%の誤りを校正できる。

## 原核生物
原核生物ではDNAのメチル化を頼りに、新しく複製されたDNA(未メチル化)と元からあるDNA(既メチル化)を区別し、MutHタンパク質が新生鎖のバックボーン（糖とリン酸からなるDNAの骨格）に切れ目（ニック）を入れ、新生鎖と鋳型鎖の区別をしている。

## 真核生物
真核生物ではMutHタンパク質のホモログは現在発見されておらず、新生鎖と鋳型鎖の区別についてはいまだ明確な結論は出されていない。